# الیونیت
الیونیت  (به انگلیسی: Olivenite) با فرمول شیمیایی  از مجموعه کانی هاست و به دلیل رنگ آن که زیتونی است. CuO:۵۶٫۲۲٪  As2O۵:۴۰٫۶۰٪  H2O:۵۳٫۱۸٪  برای اولین بار در بریتانیای کبیر کشف شد و از نظر شکل بلور: منشوری، رنگ: سبز زیتونی - قهوه‌ای - زرد تا سفید، جلا: شیشه‌ای - چرب - ابریشمی، رخ: ناقص، سیستم تبلور: ارترومبیک و در رده‌بندی آرسنیات است  و منشأ تشکیل آن ثانوی - ناحیة اکسیداسیون است.
همایند کانی‌شناسی (پارانژ) آن ‌آتاکامیت - لیبتینیت- تیرولیت- کلینوکلاس- کالکوپیریت است
، از نظر ژیزمان بلور- اگرگات خاکی و الیافی تقریباََ کمیاب است و بیشتر در آلمان غربی، بریتانیای کبیر، چک اسلواکی، URSS، یونان، شیلی و آمریکا یافت می‌شود.

## منبع
- پردیس کشاورزی ایران